# 위수여
위수여(韋壽餘: 미상∼1012년 5월 19일(음력 4월 26일))는 고려의 무신·정치인이다. 강화 위씨(江華韋氏)의 시조이며, 시호는 안공(安恭)이다.

## 생애
신라 말 고려 초 혈구진(穴口鎭 : 오늘날 인천광역시 강화군)지역의 해상 세력을 기반으로 성장한 강화 위씨(江華韋氏)로, 국왕의 측근세력으로 출세한 관료이다. 성품이 단아하고 성실해 법도를 잘 지켰다.
광종(재위 949~75년) 때부터 사선(司膳)으로 오래 있다가 976년(경종 원년)에는 원보(元甫)로 있었고, 지어주사(知御廚事)로 임명되었다.
목종 이후 계속 승진해 1009년(현종 즉위년)에는 문하시랑평장사(門下侍郎平章事)가 되었다.
1011년(현종 2년)에 나이가 많아 물러나고자 했으나 허락하지 않고 궤장(几杖)이 하사되었다.
조정의 신하들 가운데 가장 나이가 많았으므로 크게 등용하고자 해 1012년(현종 3년) 2월에 문하시중(門下侍中) 상주국(上柱國) 강화현개국자(江華縣開國子)로 봉하고 식읍 5백 호를 주었다. 같은 해 4월 26일(양력 5월 19일)에 사망했다. 내사령(內史令)에 추증되었으며, 시호는 안공(安恭)이다.

## 전기 자료
- 《고려사》 권94, 〈열전〉7, 위수여

## 참고 자료
- 《고려사》
- 《고려사절요》
- 이수건, 《한국 중세 사회사 연구》, 일조각, 1984년